# Флавијевци
Флавијевци, односно Флавијевска династија, означава три римска цара која су владала од 69. године н. е., познате као »Година четири цара«, до 96. године, када је последњи члан ове династије био убијен, након чега је на престо ступила Антонинска династија. Сва три цара наставила су владати углавном у оквирима принципата каквог га је устројио још Октавијан Август, премда за владе трећег цара даље јачају апсолутистичке тенденције.
- Веспазијан (69―79)
- Тит Веспазијан (79―81), старији син Веспазијанов
- Домицијан (81―96), млађи син Веспазијанов